# Kredyt kasowy
Kredyt kasowy – rodzaj kredytu obrotowego. Może występować jako kredyt w rachunku bieżącym oraz kredytowym.
Kredyt kasowy w rachunku bieżącym polega na tym, iż bank upoważnia kredytobiorcę do pobrania z rachunku bieżącego kwoty przekraczającej jego pokrycie. Zaciągany jest w sytuacji chwilowego braku gotówki. Jest kredytem krótkoterminowym, który należy spłacić w ciągu kilku dni. Kredyt kasowy w rachunku kredytowym również jest kredytem krótkoterminowym, udzielanym kredytobiorcy niemalże "od ręki" w związku z chwilowym brakiem gotówki. 
Jednak do jego uruchomienia niezbędne jest otwarcie rachunku kredytowego, na którym odnotowywane zostaje wykorzystanie kredytu.